# Шоромікля
Шоромікля (рум. Șoromiclea) — село у повіті Муреш в Румунії. Адміністративно підпорядковане місту Сігішоара.
Село розташоване на відстані 227 км на північний захід від Бухареста, 35 км на південний схід від Тиргу-Муреша, 106 км на південний схід від Клуж-Напоки, 93 км на північний захід від Брашова.

## Населення
За даними перепису населення 2002 року у селі проживала 71 особа.
Національний склад населення села:
| Національність | Кількість осіб | Відсоток |
| -------------- | -------------- | -------- |
| цигани         | 36             | 50,7%    |
| румуни         | 19             | 26,8%    |
| угорці         | 16             | 22,5%    |

Рідною мовою назвали:
| Мова      | Кількість осіб | Відсоток |
| --------- | -------------- | -------- |
| циганська | 36             | 50,7%    |
| румунська | 19             | 26,8%    |
| угорська  | 16             | 22,5%    |